# Gerbillus tarabuli
Gerbillus tarabuli es una especie de roedor de la familia Muridae.

## Distribución geográfica
Se encuentra desde Senegal y Mauritania a Libia y el Chad.